# Cristóbal Martín de Herrera
Cristóbal Martín de Herrera (Aldeadávila de la Ribera, 20 de març de 1831-Madrid, 1878) va ser un advocat i polític espanyol, ministre de Gracia i Justícia durant la regència del general Serrano, ministre d'Ultramar durant el regnat d'Amadeu I i ministre de Foment i novament de Gracia i Justícia i d'Ultramar durant el regnat d'Alfons XII.

## Biografia
El seu germà era arquebisbe de Santiago de Compostel·la i llicenciat en dret per la Universitat de Salamanca. Militant del Partit Moderat fins a 1859 va obtenir acta de diputat al Congrés en les eleccions de 1858 per la circumscripció de Vitigudino (Salamanca) i va tornar a obtenir aquest escó en alguns dels següents processos electorals fins a les eleccions generals espanyoles de 1876 en les que va ocupar la vicepresidència de la Cambra.
Va ser ministre de Gracia i Justícia entre el 18 de juny i el 13 de juliol de 1869 en un gabinet Prim, cartera que tornaria a ocupar entre el 2 de desembre de 1875 i el 14 de gener de 1877, en aquesta ocasió en un govern presidit per Cánovas i en el qual també exerciria les carteres de ministre de Foment, entre el 12 de setembre i el 2 de desembre de 1875, i d'Ultramar, entre el 14 de gener de 1877 i el 12 de febrer de 1878; anteriorment ja havia ocupat la cartera d'Ultramar en un gabinet Sagasta, entre el 20 de gener i el 26 de maig de 1872. També fou president de la Reial Acadèmia de Jurisprudència i Legislació.